# Luděk Mikloško
Luděk Mikloško (n. Prostějov, Checoslovaquia, 9 de diciembre de 1961) es un exfutbolista checo que jugaba de portero. Jugó tanto para las selecciones de Checoslovaquia como la de República Checa y participó en una Copa del Mundo FIFA.

## Selección nacional
Fue internacional con la selección de fútbol de República Checa en 2 ocasiones, entre los años 1996 y 1997. Entre 1982 y 1992 disputó 40 partidos con la selección de Checoslovaquia. Eso sí, participó con su selección checa en una sola edición de la Copa Mundial y fue en la edición de Italia 1990, donde su selección quedó eliminado en los cuartos de final, tras perder en Milan ante su similar de Alemania (equipo que finalmente sería el campeón de aquel mundial).

### Participaciones en Copas del Mundo
| Mundial                        | Sede   | Resultado        |
| ------------------------------ | ------ | ---------------- |
| Copa Mundial de Fútbol de 1990 | Italia | Cuartos de final |

## Clubes
| Club                | País            | Año         |
| ------------------- | --------------- | ----------- |
| Baník Ostrava       | República Checa | 1976 - 1980 |
| Hvězda Cheb         | República Checa | 1980 - 1982 |
| Baník Ostrava       | República Checa | 1982 - 1990 |
| West Ham United     | Inglaterra      | 1990 - 1998 |
| Queens Park Rangers | Inglaterra      | 1998 - 2001 |